# REM (Mr.Children單曲)
《REM》，是日本樂團Mr.Children的第5首音樂下載限定單曲。

## 簡介
2013年5月29日開放下載。因作為電影《REAL ～完美的蛇頸龍之日～》主題曲，所以開放下載前，就先在電影的YouTube頻道公開部分MV片段，Mr.Children史上初次嘗試在YouTube先行公開歌曲MV。其後也在YouTube成立官方頻道，公開完整MV並上傳分享其他二十多部music video。
MV是由和Mr.Children多次合作的丹修一操刀完成， 繼《HANABI》MV之後再度有團員四人一起演奏樂曲的鏡頭。

## 曲目
1. REM
  - 作詞、作曲：櫻井和壽；編曲：小林武史 & Mr.Children

應電影製作人平野隆之邀而作，聽過完成的歌曲後大為感動，評價為Mr.Children史上最激昂的搖滾樂曲。 櫻井和壽自述創作歷程「在不斷反覆的發想下，覺醒於潛意識中不可思議情感的新音樂」。[4]
在「SUMMER SONIC 2013」初次公開演唱。[5]

## 外部連結
- 歌曲介紹（页面存档备份，存于） Mr.Children官方網站
- Mr.Children「REM」Music Video（页面存档备份，存于） - YouTube